# Zaránd Gergely
Zaránd Gergely (Budapest, 1969. július 25. –) magyar elméleti fizikus, egyetemi tanár, az MTA rendes tagja, a Budapesti Műszaki és Gazdaságtudományi Egyetem (BME) tudományos rektorhelyettese.

## Tanulmányai
Zaránd Gergely 1969. július 25-én született Budapesten. Középiskolai tanulmányait a Budapesti Piarista Gimnáziumban végezte, majd 1987-től az ELTE-n folytatta egyetemi tanulmányait, fizikus szakon. 1990-91-ben a párizsi École Polytechnique-en vendéghallgatóként szerzett diplomát, ahol kísérleti plazmafizikai kutatásokat végzett, majd 1992-ben az ELTE-n kiváló minősítéssel nyert fizikus diplomát elméleti szilárdtestfizikából, Zawadowski Alfréd témavezetésével.
1992 és 1995 között három évig TMB ösztöndíjasként korrelált kvantumszennyezéseket tanulmányoz kvantumtérelméleti módszerek segítségével, majd 1995-ben PhD fokozatot szerez a BME Fizikai Doktori Iskolájában, szintén Zawadowski Alfréd témavezetésével. 

## Szakmai tevékenysége
Tanulmányait követő években számtalan külföldi intézetben folytatott kutatómunkát, köztük az amerikai University of Califoria, Davis-en, a trieszti International School for Advanced Studies intézetben, a Karlsruhei Műszaki Egyetemen, és a grenoble-i Institut Laue-Langevin-en, és a Chicago-i Argonne Nemzeti Laboratóriumban. 1998-1999-ben a UC Davis-en posztdoktorális kutató Daniel Cox mellett, majd – egy éves magyarországi tartózkodás után 2000-2002-ben a Harvard Egyetem posztdoktorális kutatója Bert Halperin csoportjában.
2002-ben visszatér Magyarországra, ahol a BME Fizikai Intézetében kap docensi kinevezést. Számtalan modern, elméleti kondenzáltanyagfizikai kurzust indít és tanít ebben az időszakban, melyek többsége jelenleg is a BME Fizikus MSc és doktori képzésének szerves része. 2005-ben elnyeri a Humboldt Társaság Bessel-díját, és 2005-2006-ban a Karlruhei Műszaki Egyetemen dolgozik vendégprofesszorként. 2006-ban MTA doktora címet szerez, majd 2007-ben, 38 évesen a BME professzora lesz. A 2011-es évet a berlini Freie Universitaet-en tölti Mercator-díjas vendégprofesszorként, majd 2012-ben ismét Budapestre tér vissza, ahol a BME Fizikai Intézetének első ’Lendület’ csoportját alapítja meg; csoportjában témavezetésével eddig 9 hallgató szerzett PhD fokozatot.
Számtalan hazai és nemzetközi kutatási projekt témavezetője. Műegyetemi koordinátora a Magyar Kvantumtechnológia Projektnek, majd 2020-tól ő koordinálja a BME Természettudományi Karán az ebből kinövő Kvantuminformatika Nemzeti Laboratórium működését. 2019. óta az ELKH-MTA Kvantumdinamika és Korrelációk kutatócsoport vezetője a BME Fizikai Intézetében.
Zaránd Gergely a 2000-es évek kutatásaiban első sorban olyan korrelált nano-áramkörök kvantumelméleti leírását honosította meg Magyarországon, melyek mára a kvantumtechnológia alapköveivé váltak: mesterséges atomok és molekulák, nanoszemcsék és makromolekulák komplex tulajdonságait vizsgálta a részecskefizikában is használatos kvantumtérelméleti módszereket használva, hazai és nemzetközi együttműködésekben, sokszor kísérleti munkatársakkal is együttműködve. Ezen a téren végzett kutatásai közül kiemelkedik az ún. SU(4) kvantumállapot jóslata majd kísérleti megfigyelése [Phys.Rev.Lett. 90, 026602 (2003); Nature Physics 10, 145 (2014)], a mesterséges molekulák kvantumkritikus állapotának leírása [Phys. Rev. Lett. 97, 166802 (2006), Nature 526, 237 (2015)], az ún. geometriai spin relaxáció elmélete [Phys.Rev.Lett.  97, 076803 (2006)], a kiterjedt Shiba-állapot [Nat. Comms. 11 1834 (2020)], illetve mesterséges molekulákban topologikusan védett spin degenerációk elmélete és kísérleti megfigyelése [Comms. Phys. 2 108 (2019)], vagy a szén nanocsőbeli Wigner-kristály szerkezetének elméleti vizsgálata és kísérleti megfigyelése [Phys. Rev. B 95, 115433 (2017); Science 364 870 (2019)].
Az előbbiek mellett Zaránd Gergely számtalan eredményt ért el a statisztikus fizika, az elméleti szilárdtest fizika, az ultrahideg atomok, a kvantum statisztikus fizika, és a rendezetlen rendszerek területén is.  Nevéhez fűződik például az egyik legalapvetőbb spin-üveg modellben, a Sherrington-Kirkpatrick-modellben az önszervező kritikus viselkedés felfedezése [Phys.Rev.Lett. 83, 1034 (1999)], az vonzó ultrahideg atomi rendszerekben megjelenő „hadron” képződés jóslata [Phys.Rev.Lett. 98, 160405 (2007)], az úgynevezett Bose-Fermi Kondo-modell elméletének kidolgozása [Phys.Rev. B 66, 024427 (2002)], a ferromágneses félvezetőkbeli frusztráció elmélete [Phys. Rev. Lett. 89, 047201 (2002)], de nevéhez is köthető az ún. általánosított Gibbs-sokaság hipotézis sérülésének felfedezése [Phys. Rev. Lett. 113, 117203 (2014)], valamint a két dimenziós kétrétegű Wigner-kristály szerkezetének  elméleti jóslata és a vonatkozó kísérleti megfigyelés elméleti magyarázata [Nature 595, 48 (2021)].      
Zaránd Gergely több mint 150 tudományos közlemény szerzője. Munkatársaival mintegy 145 folyóirat cikket publikált nagy presztízsű nemzetközi folyóiratokban, köztük a Science, a Nature, a Physical Revierw Letters, a Nature Physics, valamint Nature Communications hasábjain, melyekre több mint 3900 független hivatkozás érkezett. Számos prominens nemzetközi folyóirat, így a Physical Review Letters, Science Magazine, Nature, Nature Physics, Physical Review referense. Több mint 100 meghívott nemzetközi konferencia előadást illetve kollokviumot tartott, köztük háromszor volt az American Physical Society éves March Meetingjének meghívott előadója, egyszer pedig a Deutsche Forschungsgemeinschaft Európai Fizikai Társasággal közös tavaszi konferenciáján volt meghívott előadó.
Zaránd Gergely 2012-től, a Berlini Freie Universitaetről való visszatérése óta a BME Fizikai Intézetének igazgató helyettese, 2015--2024 között igazgatója. Munkáját a Bessel- és Mercator-díj mellett Akadémiai Ifjúsági díjjal, MTA Talentum díjjal, MTA Fizikai díjjal ismerték el, kétszer nyerte el a BME Természettudományi Karának kiváló oktatója címet. 2011 óta tagja az MTA Szilárdtest Fizika Bizottságának, a BME Fizikai Tudományok Doktori Iskolájának törzstagja és a FTDI-BME Habilitációs Bizottság és Doktori Tanács tagja. 2016-ban választják a Magyar Tudományos Akadémia levelező tagjává, 2022-től a Magyar Tudományos Akadémia rendes tagja. 2021-2024 között a BME Tudományos Tanácsának elnöke. 2023-tól a Szent István Tudományos Akadémia tagja.
Zaránd Gergely folyékonyan beszél angolul, németül és franciául, nős, 4 gyermek édesapja. 

## Díjai, elismerései
- MTA Fiatal Kutatói díj, 1999
- MTA Talentum díj, 2003
- A TTK kiváló oktatója (BME), 2004, 2014
- MTA Fizikai díj, 2005
- Az Alexander von Humboldt alapítvány Bessel-díja, 2005
- Lendület ösztöndíj, 2011–2016[3]
- Mercator-díjas vendégprofesszor (Freie Universitaet, 2011)

## Tagságai
- BME Tudományos Tanácsának elnöke (2021-2024)
- BME Szenátus tagja (2020-2021)
- BME Fizikai Intézet igazgatója (2015-2024)
- BME Fizikai Intézet igazgató helyettese (2012-2015)
- MTA Szilárdtest Fizika Bizottságának tagja (2011-)
- MTA Statisztikus Fizikai Tudományos Bizottság tagja
- MTA Bolyai Ösztöndíj fizikai és csillagászati szakértői kollégium tagja
- BME TTK Fizikus Szakbizottság titkára (2012-2015)
- BME Fizikai Tudományok Doktori Iskola törzstagja
- FTDI-BME Habilitációs Bizottság és Doktori Tanács tagja
- ELTE TTK Habilitációs Bizottságának tagja (2010 - 2012)
- OTKA Fizika Zsűrijének tagja (2007 – 2010, 2015-2018)

## Legfontosabb publikációi
1.     Penc, Patrik; Moca, Cătălin Paşcu; Legeza, Örs; Prosen, Tomaž; Zaránd, Gergely; Werner, Miklós Antal, Loss-induced quantum information jet in an infinite temperature Hubbard chain, Phys. Rev. Lett. 133, 190403 (2024)
2.     A. Tichai, K. Kapás, T. Miyagi, M.A. Werner, Ö. Legeza, A. Schwenk, and G. Zarand, Spectroscopy of N = 50 isotones with the valence-space density matrix renormalization group, Physics Letters B 855, 138841 (2024)
3.     C.P. Moca, I. Weymann, M.A. Werner, G. Zarand, Kondo Cloud in a Superconductor, Phys. Rev. Lett. 127, 186804 (2021)
4.     C.P. Moca, W. Izumida, B. Dóra, Ö. Legeza, J.K. Asbóth, and G. Zaránd, Topologically Protected Correlated End Spin Formation in Carbon Nanotubes, Phys. Rev. Lett. 125, 056401 (2020)
5.     I. Shapir, A. Hamo, S. Pecker, C.P. Moca, Ö. Legeza, G. Zarand, S. Ilani, Imaging the electronic Wigner crystal in one dimension, Science 364, 870 (2019)
6.     C.P. Moca, M. Kormos, G. Zaránd, Hybrid Semiclassical Theory of Quantum Quenches in One-Dimensional Systems, Phys. Rev. Lett. 119, 100603 (2017)
7.     A. J. Keller, L. Peeters, C. P. Moca, I. Weymann, D. Mahalu, V. Umansky, G. Zaránd, D. Goldhaber-Gordon, Universal Fermi liquid crossover and quantum criticality in a mesoscopic system, Nature 526, 237 (2015)
8.     B. Dóra, F. Pollmann, J. Fortágh, G. Zaránd, Loschmidt echo and the many-body orthogonality catastrophe in a qubit-coupled Luttinger liquid, Phys. Rev. Lett. 111, 046402 (2013)
9.     Á. Rapp, G. Zaránd, C. Honerkamp, and W. Hofstetter, Color Superfluidity and “Baryon” Formation in Ultracold Fermions, Phys. Rev. Lett. 98, 160405 (2007)

Jegyzetek
1. ↑  Bemutatjuk a Magyar Tudományos Akadémia új tagjait. (Hozzáférés: 2022. május 3.)
2. ↑  Magyar Tudomány • 2016 10 • Zaránd Gergely Attila. www.matud.iif.hu. [2019. június 1-i dátummal az eredetiből archiválva]. (Hozzáférés: 2018. november 30.)
3. ↑  „Zaránd Gergely Lendület-ösztöndíjas kutató”, MTA.hu, 2016. július 29. (Hozzáférés: 2018. november 30.) (magyar nyelvű)

További információ
- Zaránd Gergely - ODT Személyi adatlap (magyar nyelven). doktori.hu. (Hozzáférés: 2018. november 30.)
- Zaránd Gergely Attila munkássága. vm.mtmt.hu. (Hozzáférés: 2018. november 30.)